# Voglia di vivere
Voglia di vivere è un film per la televisione del 1990, diretto da Lodovico Gasparini. È ispirato alle vicende reali della famiglia Odone, che successivamente verranno portate sullo schermo anche ne L'olio di Lorenzo, diretto da George Miller nel 1992.

## Trama
La storia è incentrara sulla famiglia Olivieri sconvolta dall'apprendere che una grave patologia di tipo cerebrale ha colpito il più giovane componente del nucleo famigliare. Dopo lunghe e travagliate ricerche viene trovato un rimedio e il bambino si salva.

## Produzione
Il film fu trasmesso su Canale 5 in prima visione tv martedì 27 febbraio 1990, come penultimo appuntamento del ciclo Film Dossier.